# شاخ‌غوکان
شاخ‌غوکان (به لاتین: Ceratobatrachidae) خانواده‌ای از قورباغه‌ها هستند که در شبه جزیره مالایی، بورنئو، فیلیپین، پالائو، فیجی، گینه نو، و جزایر آدمیرالتی، بیسمارک و جزایر سلیمان یافت می‌شوند.
شاخ‌غوکان در سراسر جزایر جنوب شرق آسیا، و همچنین در هیمالیای شرقی پراکنده شده‌است.

## آرایه‌شناسی
- زیرخانوادهٔ Alcalinae Brown, Siler, Richards, Diesmos و Cannatella، 2015
  - سردهٔ Alcalus (5 گونه)
- زیرخانوادهٔ Ceratobatrachinae Boulenger، 1884
  - سردهٔ Cornufer Tschudi، 1838 (بیش از ۵۰ گونه)
  - سردهٔ Platymantis Günther، 1858 (بیش از ۳۰ گونه)
- زیرخانواده Liuraninae Fei, Ye و Jiang، 2010
  - سردهٔ Liurana Dubois، 1987 (۴ گونه)